# Deep Impact (film)
Deep Impact is een Amerikaanse rampenfilm uit 1998 onder regie van Mimi Leder, met in de hoofdrollen Morgan Freeman en Téa Leoni.

## Verhaal
In Richmond, Virginia, treft amateur-astronoom Leo Beiderman op 10 mei 1998 een ongebruikelijk voorwerp aan tussen de sterren Mizar en Alcor, waarop hij professioneel astronoom Marcus Wolf inschakelt. Wolf ontdekt een komeet die zich precies in de richting van de Aarde begeeft en geeft hem de naam Wolf-Beiderman. De komeet is met een lengte van 11 kilometer groot genoeg om de Aarde te vernietigen bij aankomst op 16 augustus van het daaropvolgende jaar. Wolf haast zich naar de autoriteiten om de wereld te waarschuwen, maar komt in zijn onoplettendheid om bij een ongeluk met een vrachtwagen.
Een jaar later onderzoekt MSNBC-reporter Jenny Lerner het plotselinge ontslag van Alan Rittenhouse, minister van Financiën, en diens geheime affaire met Ellie. De verslaggeefster ontdekt dat Rittenhouse geen maîtresse heeft, maar dat "E.L.E." een acroniem betreft voor "Extinction-Level Event". Met de hulp van zijn adviseur Morten Entrekin weerhoudt president Tom Beck de reporter van openbaring van het wereldschokkende nieuws. In een persconferentie maakt de president de feiten openbaar. Acht maanden geleden zijn de Verenigde Staten en Rusland in het geheim begonnen aan de bouw van Messiah, het grootste ruimtevaartuig aller tijden, die de komeet met nucleaire wapens moet vernietigen. Het leven wereldwijd verandert drastisch, terwijl Jenny en Leo in korte tijd uitgroeien tot beroemdheden. Rittenhouse heeft zich inmiddels met zijn dochter Lily teruggetrokken op een kleine boot.
President Beck vormt een team met gedreven astronauten voor een onmogelijke missie. Koppelingspiloot Spurgeon Tanner neemt afscheid van zonen Dwight en Steve, pilote Andrea Baker van man David en dochter Brittany, commandant Oren Monash van vrouw Mariette en navigator Mark Simon van vriendin Wendy Mogel. Hospik Gus Partenza en atoomexpert Mikhail Tulchinsky maken het team compleet. Vijf maanden na de lancering van Messiah boort de crew vier kernkoppen in het oppervlak van de komeet, waarbij Partenza overlijdt en Monash gewond raakt. Bij het ontploffen van de bommen raakt Messiah beschadigd en verliest de crew het contact met de Aarde, terwijl de komeet in plaats van vernietigd slechts in tweeën blijkt gespleten. Na de ongewenste splitsing heeft Beiderman een grootte van 2,4 km en Wolf een grootte van 9,7 km, waardoor beide kometen nog steeds een zeer dreigend karakter hebben. Beck erkent de mislukking van Messiah, kondigt een staat van beleg af en verklaart dat regeringen mondiaal inmiddels bezig zijn met het bouwen van ondergrondse schuilplaatsen. De Verenigde Staten gebruiken de kalksteengrotten in de staat Missouri en schrijven een loterij uit om na de inslag 800.000 burgers onder de 50 jaar te selecteren die samen met 200.000 wetenschappers, ingenieurs, artiesten, soldaten en andere waardevolle burgers een nieuwe toekomst op de planeet moeten opbouwen.
Journaliste Jenny weet zichzelf verzekerd van een plaats, maar worstelt met de breuk tussen haar ouders. De relatie met moeder Robin lijkt ondanks de labiliteit van de oudere vrouw van een uiterst sterk karakter, terwijl haar band met vader Jason aanzienlijk bekoeld is geraakt sinds hij er met zijn jonge vriendin Chloe vandoor is gegaan. Op een avond maakt Robin zich op en terwijl ze geniet van herinneringen en rode wijn, neemt ze vermoedelijk een overdosis, want Jenny wordt de volgende dag gebeld dat haar moeder is overleden. Jenny staat haar ondergrondse plek af aan haar vriendin en collega Beth Stanley, die haar dochter Caitlin op schoot mag nemen in de bus. Vlak voor de Inslag haast Jenny zich naar het strand, waar ze zich herenigt met haar vader, vlak voor dat de eerste komeet inslaat. Tijdens de daaropvolgende tsunami komen ze allebei om. De complete oostkust, inclusief New York, wordt van de kaart geveegd. 
De jonge Leo en zijn vriendin Sarah Hotchner denken het probleem van abrupte scheiding middels een huwelijk te kunnen oplossen, maar beseffen niet dat Sarahs ouders Chuck en Vicky en de kleine baby zullen worden geweigerd. Op de vlucht voor de naderende tsunami snelt de familie Hotchner naar de Appalachen voor beschutting in de bergen, maar de snelweg staat bomvol met auto’s die dezelfde richting aanhouden. Leo begeeft zich per motor naar de Hotchners, waarop de ouders Sarah dwingen om met de kleine haar vriend te vergezellen naar hogerop.
De bemanning van Messiah herstelt het contact met het thuisfront. Ze denkt met een heldhaftige poging de Aarde te behoeden voor de grootste schade en neemt afscheid van de geliefden die ze zullen achterlaten. Ze offeren zich op door de laatste kernkoppen op de grotere komeet af te vuren, waardoor deze geen bedreiging meer zal vormen voor het leven op aarde. De missie slaagt. De komeet wordt tot ontploffing gebracht en het leven op aarde is gered.

## Rolverdeling
| Acteur               | Personage          |
| -------------------- | ------------------ |
| Morgan Freeman       | Tom Beck           |
| Téa Leoni            | Jenny Lerner       |
| Maximilian Schell    | Jason Lerner       |
| Vanessa Redgrave     | Robin Lerner       |
| Rya Kihlstedt        | Chloe              |
| Elijah Wood          | Leo Beiderman      |
| Richard Schiff       | Don Beiderman      |
| Betsy Brantley       | Ellen Beiderman    |
| Katie Hagan          | Jane Beiderman     |
| Leelee Sobieski      | Sarah Hotchner     |
| Gary Werntz          | Chuck Hotchner     |
| Denise Crosby        | Vicky Hotchner     |
| Charles Martin Smith | Dr. Marcus Wolf    |
| James Cromwell       | Alan Rittenhouse   |
| Hannah Werntz        | Lily Rittenhouse   |
| Robert Duvall        | Spurgeon Tanner    |
| Don Handfield        | Dwight Tanner      |
| Jason Frasca         | Steve Tanner       |
| Mary McCormack       | Andrea Baker       |
| Charlie Hartsock     | David Baker        |
| Stephanie Patton     | Brittany Baker     |
| Ron Eldard           | Oren Monash        |
| Jennifer Jostyn      | Mariette Monash    |
| Jon Favreau          | Gus Partenza       |
| Blair Underwood      | Mark Simon         |
| Kimberly Huie        | Wendy Mogel        |
| Alexander Baluev     | Mikhail Tulchinsky |
| Laura Innes          | Beth Stanley       |
| Caitlin Fein         | Caitlin Stanley    |
| Amanda Fein          | Caitlin Stanley    |
| O'Neal Compton       | Morten Entrekin    |
| Dougray Scott        | Eric Vennekor      |
| Bruce Weitz          | Stuart Caley       |
| Joseph Urla          | Ira Moskatel       |
| Una Damon            | Marianne Duclos    |
| Mark Moses           | Tim Urbanski       |
| Derek de Lint        | Theo Van Sertema   |
| Charles Dumas        | Jeff Worth         |
| Alimi Ballard        | Bobby Rhue         |
| Tucker Smallwood     | Ivan Brodsky       |
| Merrin Dungey        | Sheila Bradley     |
| Concetta Tomei       | Patricia Ruiz      |
| Kurtwood Smith       | Otis Hefter        |
| Mike O'Malley        | Mike Perry         |
| Rahi Azizi           | Jason Thurman      |
| Francis X. McCarthy  | generaal Scott     |
| Suzy Nakamura        | assistente Jenny   |
| Frank Whiteman       | priester           |
| Jason Dohring        | Harold             |
| W. Earl Brown        | McCloud            |
| Ellen Bry            | Stofsky            |

## Trivia
- In 1997 werd ook de film Armageddon opgenomen. Deep Impact was iets eerder klaar, en was net als Armageddon te zien in alle bioscopen in 1998.
- Veel fans van Deep Impact creëerden hun eigen versie die gebaseerd was op de film. Zo ook in het computerspel Spore. Daar werd een spin-off gemaakt genaamd Spore Impact.[3]